# Капищец
Капищец (на македонска литературна норма: Капиштец) e квартал на столицата на Северна Македония, Скопие. Част е от скопската община Център. Населението на квартала е 12 100 души, от които 93,5% северномакедонци, 5,5% сърби, и около 1% други етноси. Кварталът е разположен на около 1 километър от центъра на Скопие, в подножието на планината Водно.